# Renzo Alverà
Renzo Alverà (Cortina d'Ampezzo, 17 de enero de 1933-Cortina d'Ampezzo, 15 de marzo de 2005) fue un deportista italiano que compitió en bobsleigh en las modalidades doble y cuádruple.
Participó en los Juegos Olímpicos de Cortina d'Ampezzo 1956, obteniendo dos medallas de plata, en las pruebas doble y cuádruple. Ganó siete medallas en el Campeonato Mundial de Bobsleigh entre los años 1957 y 1961.

## Palmarés internacional
| Juegos Olímpicos   | Juegos Olímpicos             | Juegos Olímpicos | Juegos Olímpicos |
| Año                | Lugar                        | Medalla          | Prueba           |
| ------------------ | ---------------------------- | ---------------- | ---------------- |
| 1956               | Cortina d'Ampezzo (Italia)   | Medalla de plata | Doble            |
| 1956               | Cortina d'Ampezzo (Italia)   | Medalla de plata | Cuádruple        |
| Campeonato Mundial |                              |                  |                  |
| Año                | Lugar                        | Medalla          | Prueba           |
| 1957               | Sankt Moritz (Suiza)         | Medalla de oro   | Doble            |
| 1957               | Sankt Moritz (Suiza)         | Medalla de plata | Cuádruple        |
| 1958               | Garmisch-Partenkirchen (RFA) | Medalla de oro   | Doble            |
| 1959               | Sankt Moritz (Suiza)         | Medalla de oro   | Doble            |
| 1960               | Cortina d'Ampezzo (Italia)   | Medalla de oro   | Doble            |
| 1960               | Cortina d'Ampezzo (Italia)   | Medalla de oro   | Cuádruple        |
| 1961               | Lake Placid (Estados Unidos) | Medalla de oro   | Cuádruple        |